# Дмитрий Философов
Дмитрий Алексеевич Философов (на руски: Дмитрий Алексеевич Философов) е руски офицер, генерал-майор. Участник в Руско-турската война (1877 – 1878).

## Биография
Дмитрий Философов е роден през 1837 г. в Русия в семейството на потомствен дворянин. Ориентира се към военното поприще. Завършва Пажеския военен корпус. На 18-годишна възраст започва действителна военна служба в Лейбгвардейския конен полк с производство в първо военно звание корнет.
Учи в Николаевската академия на Генералния щаб на Руската армия. Служи последователно в Лейбгвардейския конен полк, адютант на княз Михаил Николаевич. Повишен е във военно звание полковник (1867). Назначен е за началник на щаба на войските от Терска област. Повишен е във военно звание генерал-майор от 1875 г. с назначение за командир на 2-ра бригада от 3-та Гвардейска пехотна дивизия.
Участва в Руско-турската война (1877 – 1878). Назначен е за командир на 1-ва бригада от 3-та Гвардейска пехотна дивизия. Участва в зимното преминаване на Стара планина през Врачешкия проход. Командва 3-тия ешелон в състава на Западния руски отряд с командир генерал-лейтенат Йосиф Гурко.
На 21 декември/2 януари 1878 г. при преследване на разбитата Орханийска османска армия в състав на авангарда попада в ожесточена престрелка при село Петрич. На място е убит генерал-лейтенант Василий Каталей, а генерал-майор Дмитрий Философов е тежко ранен. Същия ден умира от раните си в град Орхание (дн. Ботевград).
Тялото на генерал-майор Дмитрий Философов е транпортирано в Русия и е погребан в село Изсад, Санктпетербургска губерния.
Името на генерал-майор Дмитрий Философов е изписано на Гвардейския паметник в София.